# Comptabilité énergétique
La comptabilité énergétique est un système qui permet de mesurer, analyser et rendre compte régulièrement de la consommation d'énergie liée à différentes activités dans le but d'améliorer l'efficacité énergétique, et de surveiller l'impact environnemental de la consommation d'énergie.

## La gestion de l'énergie

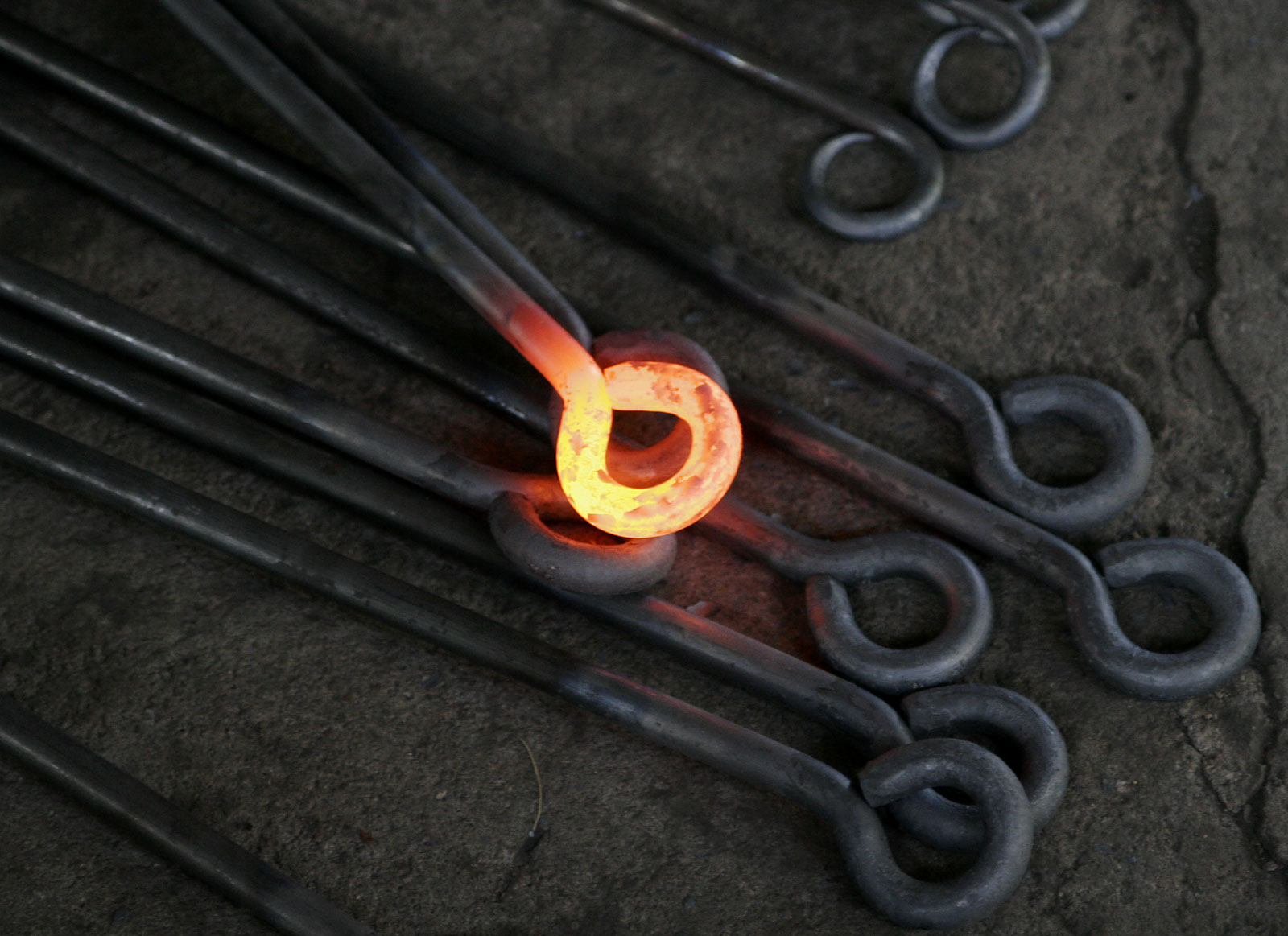
L'énergie thermique représente la quantité d'énergie cinétique créée par l'agitation désordonnée des molécules.

La comptabilité énergétique est un système utilisé dans les systèmes de gestion énergétique pour mesurer et analyser la consommation d'énergie et améliorer l'efficacité énergétique au sein d'une organisation. Des entreprises comme Intel utilisent ces systèmes pour suivre la consommation énergétique.
Diverses transformations de l'énergie sont possibles. Un bilan énergétique peut être utilisé pour assurer le suivi des flux énergétiques au sein d'un système. Il s'agit d'un outil utile pour évaluer les ressources utilisées et les impacts environnementaux, et pour mesurer la quantité et la forme d'énergie nécessaire à chaque point d'un système. Un système de comptabilité énergétique permet de garder une trace des flux d'énergie entrants et sortants, de la quantité d'énergie nécessaire pour réaliser un travail donné et des transformations de l'énergie à l'intérieur d'un système.

## Bilan énergétique
Le retour sur investissement énergétique (EROEI) est le rapport entre l'énergie fournie par une technologie énergétique et l'énergie investie pour construire cette technologie.

## Liens Externes
- Accounting: Facility Energy Use
- Energy accounting in the context of environmental accounting